# Ellen van Langen
Ellen Gezina Maria van Langen, nizozemska atletinja, * 9. februar 1966, Oldenzaal, Nizozemska.
Nastopila je na olimpijskih igrah leta 1992 in dosegla uspeh kariere z osvojitvijo naslova olimpijske prvakinje v teku na 800 m.